# Palpite Infeliz

Letra de "A Genoveva Não Sabe o Que Diz", paródia de Palpite Infeliz, também escrita por Noel Rosa.

Palpite infeliz é um samba composto por Noel Rosa em 1935. É considerado o ápice da disputa entre ele e o sambista Wilson Batista. Wilson havia composto a canção "Lenço no pescoço", uma homenagem ao estilo de vida malandro, à qual Noel responde com o samba "Rapaz Folgado", uma crítica àquele estilo de vida. Wilson então compõe "O Mocinho da Vila", ao que Noel responde com a obra-prima o "Feitiço da Vila". Wilson segue com "Conversa Fiada" e finalmente Noel lança "Palpite Infeliz".
Wilson, irritado, compõe uma música ("Frankenstein") criticando um defeito físico de Noel, mas ele não retrucou a provocação. Wilson insiste com outra música, "Terra de Cego", e Noel usa a mesma melodia para compor a resposta, "Deixa de Ser Convencido", que encerra a polêmica. O subsequente sucesso das músicas de Noel "O feitiço da Vila" e "Palpite Infeliz" indubitavelmente dão a ele a vitória nesta disputa.
A canção ganhou uma paródia, feita também pelo próprio Noel, chamada "A Genoveva Não Sabe o Que Diz", feita para a peça teatral O Ladrão de Ovos.